# Guido Marini
Guido Marini (* 31. ledna 1965, Janov) je italský římskokatolický biskup, emeritní hlavní papežský ceremoniář pro liturgické oslavy mezi 1. říjnem 2007 a 29. srpnem 2021.

## Životopis

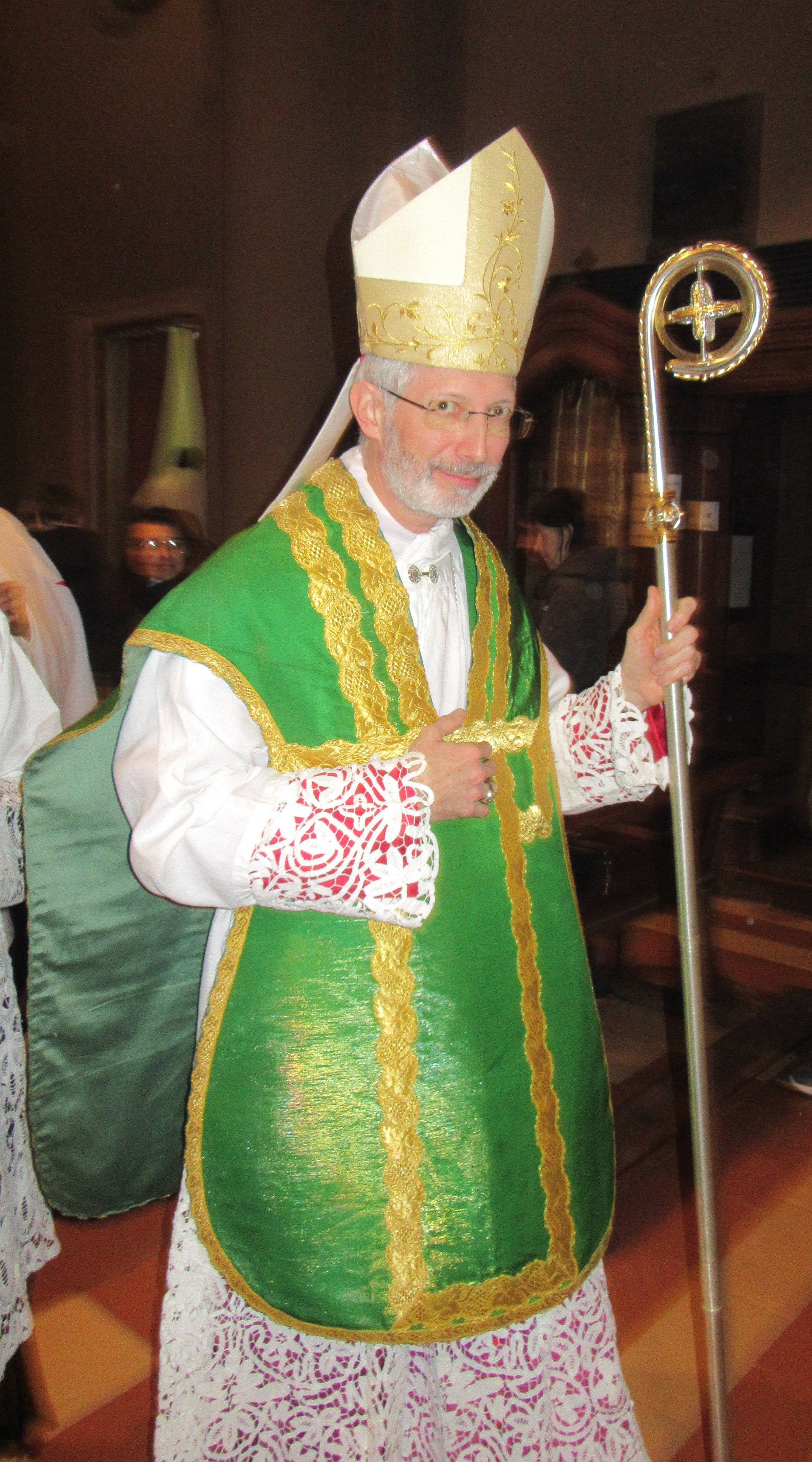
Biskup Guido Marini během bohoslužby v Cremoně, 2024

Guido Marini studoval po maturitě katolickou teologii v janovském semináři. 4. února 1989 byl vysvěcen na kněze. Poté se stal doktorem církevního a kanonického práva na papežské lateránské univerzitě a v roce 2007 bakalářem komunikační psychologie na papežské salesiánské univerzitě.
V letech 1988 až 2003 působil jako osobní tajemník Giovanni Canestriho (do 1995), Dionigiho Tettamanziho (do 2002) a Tarcisia Bertoneho. V tomto období pracoval také jako ceremoniář a redaktor liturgických knih. V období 2003 až 2005 byl vedoucím odboru školství při arcibiskupské kurii. Pracoval také jako člen církevní rady a jako pedagog. V roce 2002 se stal kanovníkem katedrály San Lorenzo, a poté jejím děkanem (2003–2007).
Dne 1. října 2007 ho Benedikt XVI. jmenoval nástupcem Piera Mariniho na místě papežského ceremoniáře. Odborníky je velmi ctěn především proto, že prosadil, aby se do pontifikální papežské liturgie vrátily některé historické prvky, které u některých pokoncilních papežů pozbyly na významu.
Dne 29. srpna 2021 jej jej papež František jmenoval sídelním biskupem diecéze Tortona. Biskupské svěcení přijal ve vatikánské bazilice sv. Petra od papeže Františka. Intronizován byl 7. listopadu 2021.